# Paul Mosley
Paul Mosley (...) è un economista britannico che ha lungamente studiato il fenomeno della crisi del debito e l'aggiustamento strutturale avuto negli anni ottanta.
Studioso dell'aggiustamento strutturale ha affermato che questo ha funzionato solo in alcuni paesi con economia già sufficientemente sviluppata (ad esempio Corea del Sud, Thailandia, Cile, Isole Mauritius).